# صادق زيبا كلام
صادق زيبا كلام (1948- ) مفكّر الإيراني وأستاذ علوم سياسية في جامعة طهران.